# Кулонь
Кулонь (фр. Coulogne) — коммуна во Франции, регион О-де-Франс, департамент Па-де-Кале, округ Кале, кантон Кале-2. Пригород Кале, расположен в 3 км к югу от центра города и отделен от него автомагистралью А16 "Европейская", в месте соединения каналов Кале-Гин и Кале-Сент-Омер.
Население (2018) — 5 401 человек.

## Достопримечательности
- Церковь Святого Жака XIX века
- Руины старинного шато, разрушенного в 1560 году

## Экономика
Структура занятости населения:
- сельское хозяйство - 2,5 %
- промышленность - 5,1 %
- строительство - 7,4 %
- торговля, транспорт и сфера услуг - 39,4 %
- государственные и муниципальные службы - 45,7 %

Уровень безработицы (2017) — 12,6 % (Франция в целом — 13,4 %, департамент Па-де-Кале — 17,2 %). 

Среднегодовой доход на 1 человека, евро (2017) — 20 910 (Франция в целом — 21 110, департамент Па-де-Кале — 18 610).

## Демография
Динамика численности населения, чел.

## Администрация
Пост мэра Кулони с 2014 года занимает Изабель Мюи (Isabelle Muys). На муниципальных выборах 2020 года возглавляемый им правый список одержал победу во 2-м туре, получив 50,64 % голосов.
| Период | Период | Фамилия        | Партия                  | Примечания           |
| ------ | ------ | -------------- | ----------------------- | -------------------- |
| 1977   | 1989   | Альбер Гоммес  |                         | дивизионный комиссар |
| 1989   | 2001   | Альбер Беарель |                         | работник нотариата   |
| 2001   | 2014   | Жан-Клод Дюбю  | Разные правые           |                      |
| 2014   | 2020   | Ален Фоке      | Социалистическая партия |                      |
| 2020   |        | Изабель Мюи    |                         | фермер               |